# Myllenyxis javensis
Myllenyxis javensis är en stekelart som beskrevs av Kamath och Gupta 1972. Myllenyxis javensis ingår i släktet Myllenyxis och familjen brokparasitsteklar. Inga underarter finns listade i Catalogue of Life.